# 6581 Sobers
6581 Sobers eller 1981 SO är en asteroid i huvudbältet som upptäcktes den 22 september 1981 av den tjeckiske astronomen Antonín Mrkos vid Kleť-observatoriet i Tjeckien. Den är uppkallad efter cricketspelaren Garfield Sobers.
Asteroiden har en diameter på ungefär 5 kilometer.